# Boloc
Jérôme Boloch, de son nom d'artiste Boloc, est un auteur-compositeur-interprète de chanson française pop folk world. Il réside actuellement à Toulouse.

## Guitare, cor et voix
À partir de 2013, Boloc fait de la scène en duo, avec Jean-Pierre Soulès (Dick Annegarn, Statics…) qui l’accompagne au cor. En 2014, il fait Détours de chant (la Dynamo Toulouse) en co-plateau avec Jules, la Pause musicale, Bouillon de culture et la première partie de Christophe Maé dans les arènes de Vic-Fezensac.
La Dépêche du Midi dit alors : « L’écriture de Boloc, fine et délicate, ausculte les rapports humains, lumineux ou complexes, et souligne la nécessité du rapport à l’autre ». D'autres articles en parlent comme faisant partie du renouveau de la chanson pop toulousaine ou encore comme d'un « auteur sensible aux chansons pleines de mélancolie et de caractère ».
En 2015 sort Chut, le nouvel EP de Ludiane Pivoine, où l’on retrouve plusieurs titres signés Jérôme Boloch et Ludiane Pivoine. Cette même année, Clarisse Lavanant remporte le prix du Télégramme avec L'Encre à rêver, réalisé par Jean-Félix Lalanne, dont l'un des titres, La vie se danse est composé par Boloc.

## Nouvel album en 2018
En 2018, Boloc sort Indécis heureux, dans ce nouvel album, il se promène entre une chanson aux accents du monde et une pop française assumée. Il aborde l’intime et le sociétal dans des textes poétiques, modernes et décalés, embarqués par des musiques et des mélodies solaires et sensuelles. Il signe des arrangements organiques et aériens, entre cuivres et cordes. Sur scène, l'album est porté en trio (guitare, cor, percus-batterie).

## Discographie

### Albums studio
- 1994 - Trans
- 1997 - Quoi ?
- 2001 - Tous semblables
- 2011 - Midi 12
- 2018 - Indécis heureux
- 2025 - Par nature

### EP
- 2006 - Romy et Dewaere
- 2016 - Feng shui (Sessions acoustiques)
- 2021 - 40èmes rougissants